# Xã Clark, Quận Pope, Arkansas
Xã Clark (tiếng Anh: Clark Township) là một xã thuộc quận Pope, tiểu bang Arkansas, Hoa Kỳ. Năm 2010, dân số của xã này là 3.386 người.